# 跨越語言的一代
跨越語言的一代，簡稱跨語世代或跨語一代，名稱源於1967年詩人林亨泰為說明與自己同屬銀鈴會的詩人所創。根據《跨越語言一代的詩人們：從「銀鈴會」談起》的界定，跨越語言一代指的是1920年前後出生、受過完整日本教育並以流利日文創作的作家。然而，第二次世界大戰結束後，日本戰敗並交出臺灣的統治權，臺灣省行政長官公署接收後的去日本化政策與國語運動讓前述約20多歲的作家們被迫跨越語言，捨棄過去所使用之日語，重新學習以中文創作，故得稱。

## 跨語世代作家
同屬本代的詩人包含林亨泰、桓夫、詹冰、張彥勳、巫永福、杜潘芳格、陳秀喜、黃騰輝、李篤恭、葉笛、何瑞雄、羅浪及黃靈芝等。小說家則有鍾肇政、鍾理和、吳濁流、林鍾隆、鄭煥、陳千武、張彥勳、李篤恭、廖清秀、文心、陳火泉、施翠峰、李榮春等。

## 影響

### 兒童文學
五零年代，民營《學友》與《東方少年》等兒童文學刊物的主編及作者多屬跨語言的一代，自幼受完整日本教育，故使刊物內容編排受日本影響大。

### 新詩
由林亨泰等接受日本教育的作家與紀弦等來自大陸的作家們結合為台灣現代詩社，成為推動台灣詩發展的三大力量之一。而後，台灣本土作家們又於1964年成立笠詩社，以笠象徵台灣，旨在樸素與本土。

## 不同說法

### 跨越語言的兩個世代
阮美慧認為，跨越語言涵蓋兩個世代的作家。前期以1920年前出生的作家為主。他們習慣以日文創作，並在戰前已有相當的文學成就。因此，在日本戰敗後，臺灣語言的轉換使他們受到極大的限制。後期則是1920年後之作家，雖在日治時期亦皆受過教育，但其文學成就多在戰後顯現。一般而言，這批作家被稱為「戰後第一代作家」。

### 被語言跨越的一代
根據日本詩人高橋喜久晴解釋，所謂「跨越語言的一代」並非跨越語言，而是被語言所跨越。